# Rudolph Amandus Philippi

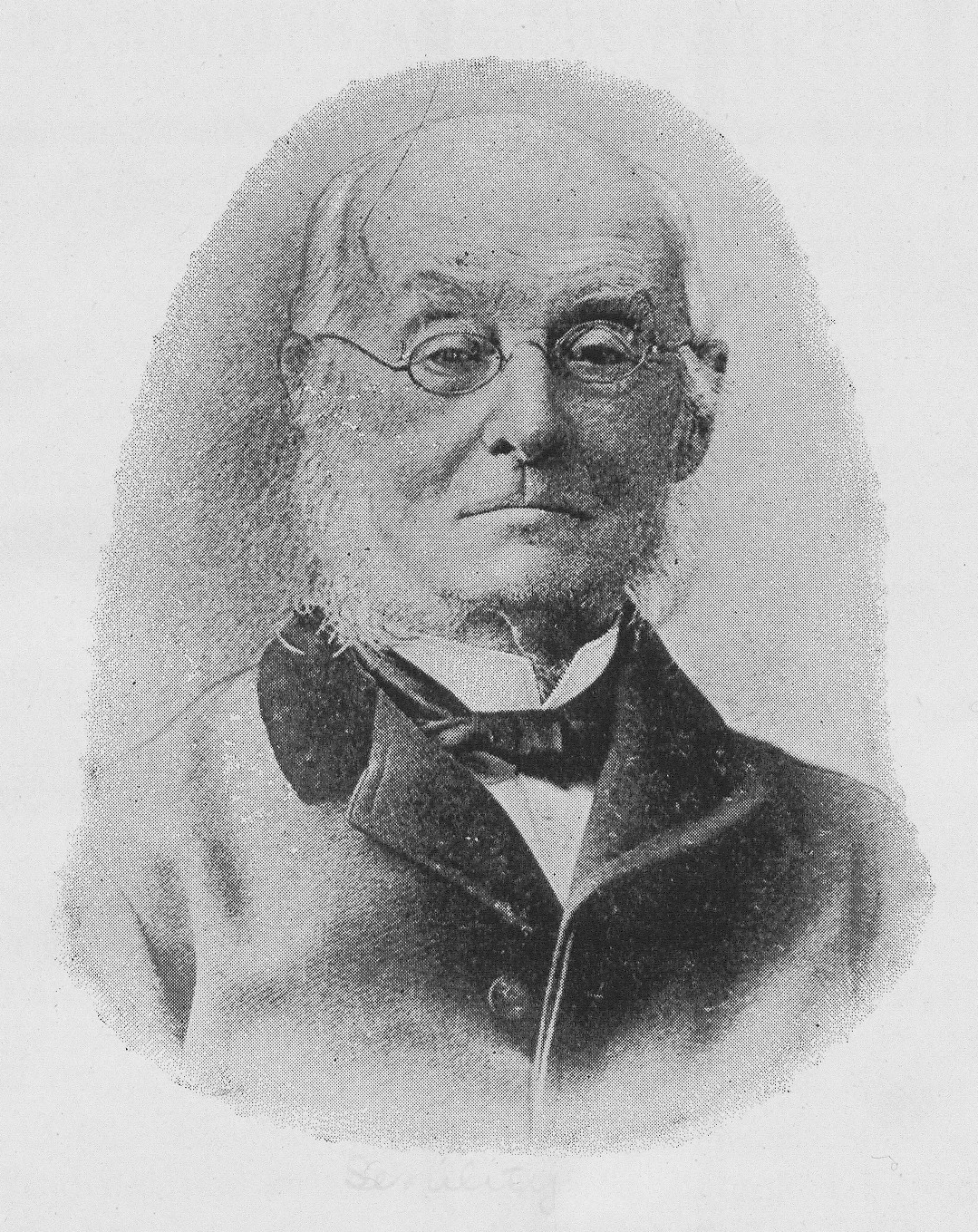
Rudolph Amandus Philippi

Rudolph Amandus Philippi, auch Rudolf Amandus Philippi und auf Spanisch auch Rodolfo, Rodulfo Amando Philippi (* 14. September 1808 in Berlin-Charlottenburg; † 23. Juli 1904 in Santiago de Chile) war ein chilenischer Paläontologe, Botaniker, Zoologe und Malakologe deutscher Abstammung. Sein offizielles botanisches Autorenkürzel lautet „Phil.“   

## Leben und Wirken
Seine Eltern waren Geheime Rechnungsrevisor und Rechnungsrat in Potsdam Eberhard Philippi (1761–1836) und dessen Ehefrau Marie Anna Krumwiede (1773–1833). Er war der ältere Bruder des Seemannes Bernhard Eunom Philippi.
Philippi studierte in Berlin Medizin, verließ daraufhin aber bereits in jungen Jahren Deutschland und begab sich auf eine mehrjährige Reise durch Italien und Sizilien, auch um sich im milden Klima des Mittelmeerraums von einer ernsthaften Erkrankung zu kurieren, an der er zu leiden glaubte. Im Jahre 1835 wurde er Lehrer für Zoologie und Botanik an der höheren Gewerbeschule in Kassel, die er 1850 als Direktor verließ. In Kassel war er 1836 Mitbegründer des Vereins für Naturkunde Kassel. Während dieser Zeit verbrachte er wieder zwei Jahre (1838–1840) in Italien.
Im Jahre 1851 übersiedelte Philippi nach Chile und wurde 1853 mit der Leitung des Lyceums zu Valdivia beauftragt; im Oktober desselben Jahres wurde er dann zum Professor der Botanik und Zoologie an der Universität Santiago de Chile berufen. Dort leitete er sowohl den botanischen Garten zu Santiago in Chile als auch das neu gegründete Nationalmuseum für Naturgeschichte über 40 Jahre lang. Auf zahlreichen Erkundungsreisen durch das Landesinnere erstellte er umfassende Sammlungen zu Fauna und Flora des Landes. Er gilt als einer der Väter der modernen Wissenschaft in Chile und hat größten Anteil daran, dass dieses zu einem der bedeutendsten naturhistorischen Museen in ganz Südamerika wurde. Philippi war Zeitgenosse Alexander von Humboldts und wurde von diesem sehr geschätzt.
Carl Ochsenius war in Chile sein Assistent.
Philippi heiratete 1836 seine Cousine Karoline Krumwiede. Das Paar hatte zehn Kinder, von denen aber fünf jung starben. Er ist der Vater des Botanikers Federico Philippi. Der chilenische Minister Julio Philippi Izquierdo (1912–1997) war ein Urenkel. Ein Splitternachlass Philippis mit einem Manuskript über die Valdivia-Expedition befindet sich heute im Archiv für Geographie des Leibniz-Instituts für Länderkunde in Leipzig.

## Ehrungen
Ihm zu Ehren wurden die Pflanzengattungen Philippiamra Kuntze aus der Familie Montiaceae, Philippia Klotzsch aus der Familie der Heidekrautgewächse (Ericaceae), Philippicereus Backeb. aus der Familie der Kakteengewächse (Cactaceae), Philippimalva Kuntze aus der Familie der Malvengewächse (Malvaceae) und Philippiella Speg. aus der Familie der Nelkengewächse (Caryophyllaceae) benannt.
Auch die heutige Philippistraße in Berlin-Charlottenburg wurde zu Ehren Philippis 1906 nach ihm benannt. Außerdem war Philippi langjähriges korrespondierendes Mitglied der Berliner Gesellschaft für Anthropologie, Ethnologie und Urgeschichte und wurde 1900 zu deren Ehrenmitglied ernannt. Er war korrespondierendes Mitglied des Thüringisch-Sächsischen Vereins für Erdkunde.

## Schriften (Auswahl)
- Abbildungen und Beschreibungen neuer oder wenig bekannter Conchylien. Theodor Fischer, Cassel 1842–1850 doi:10.5962/bhl.title.10589 (Digitalisat in der Bibliothek der Ozeanographischen Hochschule Tokio)
- Enumeratio molluscorum Siciliae cum viventium tum in tellure tertiara fossilium. Schropp, Berlin 1836; 2. Ausgabe: Eduard Anton, Halle, 1844
- Die sogenannte Wüste Atacama. In: Mittheilungen aus Justus Perteś geographischer Anstalt. Petermann; Justus Perthes, Gotha 1856.
- Reise durch die Wüste Atacama auf Befehl der chilenischen Regierung im Sommer 1853–54 unternommen und beschrieben, von DR. ... nebst einer Karte und XXVII Tafeln. Eduard Anton, Halle 1860 doi:10.5962/bhl.title.7178
- Florula Atacamensis seu enumeratio plantarum, qaias... Eduard Anton, Halle 1860
- Elementos de historia natural. 4. Auflage, 1885
- Elementos de botanica. 1885.
- Beiträge zur Kenntniss der Tertiaerversteinerungen des nordwestlichen Deutschlands. Theodor Fischer, Kassel 1843 doi:10.5962/bhl.title.44897
- Aufzählung der chilenischen Dipteren. Wien 1865 doi:10.5962/bhl.title.9295
- Die tertiären und quartären Versteinerungen Chiles. F.A. Brockhaus, Leipzig 1887 doi:10.5962/bhl.title.15048
- Las especies chilenas del jénero mactra. Santiago de Chile 1893 doi:10.5962/bhl.title.11096
- Plantas nuevas Chilenas. Santiago de Chile 1893–1896 doi:10.5962/bhl.title.8592
- Los fósiles secundarios de Chile. Santiago de Chile 1899 doi:10.5962/bhl.title.13904
- Figuras i descripciones de aves chilenas. Santiago de Chile 1902 doi:10.5962/bhl.title.14390